# Манто (одяг)
Манто́ (фр. manteau) — різновид просторого верхнього одягу, зараз цим словом зовуть виключно елемент жіночого гардеробу. 
Слово manteau походить від латинського mantēllum, яке являє собою зменшену форму від ‎mantum («плащ», «укривало»). Споріднене зі словами «мантія» та «мантилья».

## Історія
Словом «manteau» у XIV ст. звався чоловічий верхній одяг, плащ у вигляді півкруга з вирізом на шиї, який попереду скріплявся застібкою або зав'язками. Втім, зазвичай його носили, зсунувши скріплені краї на праве плече. З початку XIX ст. манто — це жіночий верхній хутряний одяг, напівдовгий, просторий. Конструкція сучасних манто має простору, дедалі ширшу донизу форму, шиють їх з тканини або хутра.

## Цікавий факт
Українське слово «манатки» походить від грецького μαντίον, μάντιον («плащ»), теж похідного від латинського mantēllum, mantum.